# WTA Tier I
I tornei WTA Tier I erano una serie di tornei di tennis femminili che si sono svolti dal 1988 al 2008. Due di questi tornei, Indian Wells e Miami, erano giocati simultaneamente ai tornei maschili dell'ATP Tour nella categoria Masters Series. Dal WTA Tour 2009 la WTA ha riformato tutte le categorie, includendo quelle del Tier I e del Tier II in un'unica categoria chiamata Premier.

## Tornei
| Torneo       | Nome completo                      | Città                    | Paese       | Superficie    | Anni nel Tier I | Anni |
| Miami        | Sony Ericsson Open                 | Miami                    | Stati Uniti | Cemento       | 1988-2008       | 21   |
| Berlino      | Qatar Total German Open            | Berlino1                 | Germania1   | Terra Rossa   | 1988-2008       | 21   |
| Canada       | Rogers Cup presented by A. E.      | Montréal e Toronto       | Canada      | Cemento       | 1990-2008       | 19   |
| Charleston   | Family Circle Cup                  | Hilton Head e Charleston | Stati Uniti | Terra verde   | 1990-2008       | 19   |
| Roma         | Telecom Italia Masters             | Roma                     | Italia      | Terra Rossa   | 1990-2008       | 19   |
| Tokyo        | Toray Pan Pacific Open             | Yokohama e Tokyo         | Giappone    | Cemento       | 1993-2008       | 16   |
| Zurigo       | Zürich Open                        | Zurigo                   | Svizzera    | Cemento (I)   | 1993-2007       | 15   |
| Indian Wells | Pacific Life Open                  | Indian Wells             | Stati Uniti | Cemento       | 1996-2008       | 13   |
| Mosca        | Kremlin Cup                        | Mosca                    | Russia      | Cemento (I)   | 1997-2008       | 12   |
| San Diego    | Acura Classic                      | San Diego                | Stati Uniti | Cemento       | 2004-2007       | 4    |
| Philadelphia | Advanta Championships Philadelphia | Filadelfia               | Stati Uniti | Sintetico (I) | 1993-1995       | 3    |
| Boca Raton   | VS of Florida                      | Boca Raton               | Stati Uniti | Cemento       | 1991-1992       | 2    |
| Chicago      | Ameritech Cup Chicago              | Chicago                  | Stati Uniti | Sintetico (I) | 1990            | 1    |
| Doha         | Qatar Total Open                   | Doha                     | Qatar       | Cemento       | 2008            | 1    |

- 1 - Fino al 1989 si è giocato nella vecchia Berlino Est.

## Risultati

### 1988
| Torneo  | Vincitrici  | Finalista     | Punteggio |
| ------- | ----------- | ------------- | --------- |
| Miami   | Steffi Graf | Chris Evert   | 6-4, 6-4  |
| Berlino | Steffi Graf | Helena Suková | 6-3, 6-2  |

### 1989
| Torneo  | Vincitrici        | Finalista         | Punteggio     |
| ------- | ----------------- | ----------------- | ------------- |
| Miami   | Gabriela Sabatini | Chris Evert       | 6-1, 4-6, 6-2 |
| Berlino | Steffi Graf       | Gabriela Sabatini | 6-3, 6-1      |

### 1990
| Torneo      | Vincitrici          | Finalista                 | Punteggio        |
| ----------- | ------------------- | ------------------------- | ---------------- |
| Chicago     | Martina Navrátilová | Manuela Maleeva-Fragniere | 6-3, 6-2         |
| Miami       | Monica Seles        | Judith Wiesner            | 6-1, 6-2         |
| Hilton Head | Martina Navrátilová | Jennifer Capriati         | 6-2, 6-4         |
| Roma        | Monica Seles        | Martina Navrátilová       | 6-1, 6-1         |
| Berlino     | Monica Seles        | Steffi Graf               | 6-4, 6-3         |
| Toronto     | Steffi Graf         | Katerina Maleeva          | 6-1, 6(6)–7, 6-3 |

### 1991
| Torneo      | Vincitrici        | Finalista               | Punteggio        |
| ----------- | ----------------- | ----------------------- | ---------------- |
| Boca Raton  | Gabriela Sabatini | Steffi Graf             | 6-4, 7–6(6)      |
| Miami       | Monica Seles      | Gabriela Sabatini       | 6-3, 7-5         |
| Hilton Head | Gabriela Sabatini | Leila Meskhi            | 6-1, 6-1         |
| Roma        | Gabriela Sabatini | Monica Seles            | 6-3, 6-2         |
| Berlino     | Steffi Graf       | Arantxa Sánchez Vicario | 6-3, 4-6, 7–6(6) |
| Toronto     | Jennifer Capriati | Katerina Maleeva        | 6-2, 6-3         |

### 1992
| Torneo      | Vincitrici              | Finalista               | Punteggio     |
| ----------- | ----------------------- | ----------------------- | ------------- |
| Boca Raton  | Steffi Graf             | Conchita Martínez       | 3-6, 6-2, 6-0 |
| Miami       | Arantxa Sánchez Vicario | Gabriela Sabatini       | 6-1, 6-4      |
| Hilton Head | Gabriela Sabatini       | Conchita Martínez       | 6-1, 6-4      |
| Roma        | Gabriela Sabatini       | Monica Seles            | 7-5, 6-4      |
| Berlino     | Steffi Graf             | Arantxa Sánchez Vicario | 4-6, 7-5, 6-2 |
| Montreal    | Arantxa Sánchez Vicario | Monica Seles            | 6-3, 4-6, 6-4 |

### 1993
| Torneo      | Vincitrici                | Finalista               | Punteggio        |
| ----------- | ------------------------- | ----------------------- | ---------------- |
| Yokohama *  | Martina Navrátilová       | Larisa Neiland          | 6-2, 6-2         |
| Miami       | Arantxa Sánchez Vicario   | Steffi Graf             | 6-4, 3-6, 6-3    |
| Hilton Head | Steffi Graf               | Arantxa Sánchez Vicario | 7–6(8), 6-1      |
| Roma        | Conchita Martínez         | Gabriela Sabatini       | 7-5, 6-1         |
| Berlino     | Steffi Graf               | Gabriela Sabatini       | 7–6(3), 2-6, 6-4 |
| Toronto     | Steffi Graf               | Jennifer Capriati       | 6-1, 0-6, 6-3    |
| Zurigo      | Manuela Maleeva-Fragniere | Martina Navrátilová     | 6-3, 7-6(1)      |
| Filadelfia  | Conchita Martínez         | Steffi Graf             | 6-3, 6-3         |

(*) nel 1993, Toray Pan Pacific Open si è giocato a Yokohama.

### 1994
| Torneo      | Vincitrici              | Finalista           | Punteggio        |
| ----------- | ----------------------- | ------------------- | ---------------- |
| Tokyo       | Steffi Graf             | Martina Navrátilová | 6-2, 6-4         |
| Miami       | Steffi Graf             | Nataša Zvereva      | 4-6, 6-1, 6-2    |
| Hilton Head | Conchita Martínez       | Nataša Zvereva      | 6-4, 6-0         |
| Roma        | Conchita Martínez       | Martina Navrátilová | 7–6(5), 6-4      |
| Berlino     | Steffi Graf             | Brenda Schultz      | 7–6(6), 6-4      |
| Montreal    | Arantxa Sánchez Vicario | Steffi Graf         | 7-5, 1-6, 7–6(4) |
| Zurigo      | Magdalena Maleeva       | Nataša Zvereva      | 7-5, 3-6, 6-4    |
| Filadelfia  | Anke Huber              | Mary Pierce         | 6-0, 6(4)–7, 7-5 |

### 1995
| Torneo      | Vincitrici              | Finalista               | Punteggio     |
| ----------- | ----------------------- | ----------------------- | ------------- |
| Tokyo       | Kimiko Date             | Lindsay Davenport       | 6-1, 6-2      |
| Miami       | Steffi Graf             | Kimiko Date             | 6-1, 6-4      |
| Hilton Head | Conchita Martínez       | Magdalena Maleeva       | 6-1, 6-1      |
| Roma        | Conchita Martínez       | Arantxa Sánchez Vicario | 6-3, 6-1      |
| Berlino     | Arantxa Sánchez Vicario | Magdalena Maleeva       | 6-4, 6-1      |
| Toronto     | Monica Seles            | Amanda Coetzer          | 6-0, 6-1      |
| Zurigo      | Iva Majoli              | Mary Pierce             | 6-4, 6-4      |
| Filadelfia  | Steffi Graf             | Lori McNeil             | 6-1, 4-6, 6-3 |

### 1996
| Torneo       | Vincitrici              | Finalista               | Punteggio      |
| ------------ | ----------------------- | ----------------------- | -------------- |
| Tokyo        | Iva Majoli              | Arantxa Sánchez Vicario | 6-4, 6-1       |
| Indian Wells | Steffi Graf             | Conchita Martínez       | 7–6(5), 7–6(5) |
| Miami        | Steffi Graf             | Chanda Rubin            | 6-1, 6-3       |
| Hilton Head  | Arantxa Sánchez Vicario | Barbara Paulus          | 6-2, 2-6, 6-2  |
| Roma         | Conchita Martínez       | Martina Hingis          | 6-2, 6-3       |
| Berlino      | Steffi Graf             | Karina Habšudová        | 4-6, 6-2, 7-5  |
| Montreal     | Monica Seles            | Arantxa Sánchez Vicario | 6-1, 7–6(2)    |
| Zurigo       | Jana Novotná            | Martina Hingis          | 6-2, 6-2       |

### 1997
| Torneo       | Vincitrici         | Finalista         | Punteggio        |
| ------------ | ------------------ | ----------------- | ---------------- |
| Tokyo        | Martina Hingis     | Steffi Graf       | Walkover         |
| Indian Wells | Lindsay Davenport  | Irina Spîrlea     | 6-2, 6-1         |
| Miami        | Martina Hingis     | Monica Seles      | 6-2, 6-1         |
| Hilton Head  | Martina Hingis     | Monica Seles      | 3-6, 6-3, 7–6(5) |
| Roma         | Mary Pierce        | Conchita Martínez | 6-4, 6-0         |
| Berlino      | Mary Joe Fernández | Mary Pierce       | 6-4, 6-2         |
| Toronto      | Monica Seles       | Anke Huber        | 6-2, 6-4         |
| Zurigo       | Lindsay Davenport  | Nathalie Tauziat  | 7–6(3), 7-5      |
| Mosca        | Jana Novotná       | Ai Sugiyama       | 6-3, 6-4         |

### 1998
| Torneo       | Vincitrici        | Finalista               | Punteggio     |
| ------------ | ----------------- | ----------------------- | ------------- |
| Tokyo        | Lindsay Davenport | Martina Hingis          | 6-3, 6-3      |
| Indian Wells | Martina Hingis    | Lindsay Davenport       | 6-3, 6-4      |
| Miami        | Venus Williams    | Anna Kurnikova          | 2-6, 6-4, 6-1 |
| Hilton Head  | Amanda Coetzer    | Irina Spîrlea           | 6-3, 6-4      |
| Roma         | Martina Hingis    | Venus Williams          | 6-3, 2-6, 6-3 |
| Berlino      | Conchita Martínez | Amélie Mauresmo         | 6-4, 6-4      |
| Montreal     | Monica Seles      | Arantxa Sánchez Vicario | 6-3, 6-2      |
| Zurigo       | Lindsay Davenport | Venus Williams          | 6-3, 6-4      |
| Mosca        | Mary Pierce       | Monica Seles            | 7–6(2), 6-3   |

### 1999
| Torneo       | Vincitrici       | Finalista            | Punteggio     |
| ------------ | ---------------- | -------------------- | ------------- |
| Tokyo        | Martina Hingis   | Amanda Coetzer       | 6-2, 6-1      |
| Indian Wells | Serena Williams  | Steffi Graf          | 6-3, 3-6, 7-5 |
| Miami        | Venus Williams   | Serena Williams      | 6-1, 4-6, 6-4 |
| Hilton Head  | Martina Hingis   | Anna Kurnikova       | 6-4, 6-3      |
| Roma         | Venus Williams   | Mary Pierce          | 6-4, 6-2      |
| Berlino      | Martina Hingis   | Julie Halard-Decugis | 6-0, 6-1      |
| Toronto      | Martina Hingis   | Monica Seles         | 6-4, 6-4      |
| Zurigo       | Venus Williams   | Martina Hingis       | 6-3, 6-4      |
| Mosca        | Nathalie Tauziat | Barbara Schett       | 2-6, 6-4, 6-1 |

### 2000
| Torneo       | Vincitrici        | Finalista               | Punteggio              |
| ------------ | ----------------- | ----------------------- | ---------------------- |
| Tokyo        | Martina Hingis    | Sandrine Testud         | 6-3, 7-5               |
| Indian Wells | Lindsay Davenport | Martina Hingis          | 4-6, 6-4, 6-0          |
| Miami        | Martina Hingis    | Lindsay Davenport       | 6-3, 6-2               |
| Hilton Head  | Mary Pierce       | Arantxa Sánchez Vicario | 6-1, 6-0               |
| Berlino      | Conchita Martínez | Amanda Coetzer          | 6-1, 6-2               |
| Roma         | Monica Seles      | Amélie Mauresmo         | 6-2, 7–6(4)            |
| Montreal     | Martina Hingis    | Serena Williams         | 0-6, 6-3, 3-0 ritirata |
| Zurigo       | Martina Hingis    | Lindsay Davenport       | 6-2, 4-6, 7-5          |
| Mosca        | Martina Hingis    | Anna Kurnikova          | 6-3, 6-1               |

### 2001
| Torneo       | Vincitrici        | Finalista         | Punteggio        |
| ------------ | ----------------- | ----------------- | ---------------- |
| Tokyo        | Lindsay Davenport | Martina Hingis    | 6(4)–7, 6-4, 6-2 |
| Indian Wells | Serena Williams   | Kim Clijsters     | 4-6, 6-4, 6-2    |
| Miami        | Venus Williams    | Jennifer Capriati | 4-6, 6-1, 7–6(4) |
| Charleston   | Jennifer Capriati | Martina Hingis    | 6-0, 4-6, 6-4    |
| Berlino      | Amélie Mauresmo   | Jennifer Capriati | 6-4, 2-6, 6-3    |
| Roma         | Jelena Dokić      | Amélie Mauresmo   | 7–6(3), 6-1      |
| Toronto      | Serena Williams   | Jennifer Capriati | 6-1, 6(7)–7, 6-3 |
| Mosca        | Jelena Dokić      | Elena Dement'eva  | 6-3, 6-3         |
| Zurigo       | Lindsay Davenport | Jelena Dokić      | 6-3, 6-1         |

### 2002
| Torneo       | Vincitrici         | Finalista         | Punteggio           |
| ------------ | ------------------ | ----------------- | ------------------- |
| Tokyo        | Martina Hingis     | Monica Seles      | 7–6(6), 4-6, 6-3    |
| Indian Wells | Daniela Hantuchová | Martina Hingis    | 6-3, 6-4            |
| Miami        | Serena Williams    | Jennifer Capriati | 7-5, 7-6            |
| Charleston   | Iva Majoli         | Patty Schnyder    | 6-3, 6-4            |
| Berlino      | Justine Henin      | Serena Williams   | 6-2, 1-6, 7–6(5)    |
| Roma         | Serena Williams    | Justine Henin     | 7-6, 6-4            |
| Montreal     | Amélie Mauresmo    | Jennifer Capriati | 6-4, 6-1            |
| Mosca        | Magdalena Maleeva  | Lindsay Davenport | 5-7, 6-3, 7–6(4)    |
| Zurigo       | Patty Schnyder     | Lindsay Davenport | 6(5)–7, 7–6(8), 6-3 |

### 2003
| Torneo       | Vincitrici         | Finalista          | Punteggio        |
| ------------ | ------------------ | ------------------ | ---------------- |
| Tokyo        | Lindsay Davenport  | Monica Seles       | 6(6)–7, 6-1, 6-2 |
| Indian Wells | Kim Clijsters      | Lindsay Davenport  | 6-4, 7-5         |
| Miami        | Serena Williams    | Jennifer Capriati  | 4-6, 6-4, 6-1    |
| Charleston   | Justine Henin      | Serena Williams    | 7–6(5), 6-4      |
| Berlino      | Justine Henin      | Kim Clijsters      | 6-4, 4-6, 7-5    |
| Roma         | Kim Clijsters      | Amélie Mauresmo    | 3-6, 7–6(3), 6-0 |
| Toronto      | Justine Henin      | Lina Krasnoruckaja | 6-1, 6-0         |
| Mosca        | Anastasija Myskina | Amélie Mauresmo    | 6-2, 6-4         |
| Zurigo       | Justine Henin      | Jelena Dokić       | 6-0, 6-4         |

### 2004
| Torneo       | Vincitrici         | Finalista          | Punteggio        |
| ------------ | ------------------ | ------------------ | ---------------- |
| Tokyo        | Lindsay Davenport  | Magdalena Maleeva  | 6-4, 6-1         |
| Indian Wells | Justine Henin      | Lindsay Davenport  | 6-1, 6-4         |
| Miami        | Serena Williams    | Elena Dement'eva   | 6-1, 6-1         |
| Charleston   | Venus Williams     | Conchita Martínez  | 2-6, 6-2, 6-1    |
| Berlino      | Amélie Mauresmo    | Venus Williams     | Walkover         |
| Roma         | Amélie Mauresmo    | Jennifer Capriati  | 3-6, 6-3, 7–6(6) |
| San Diego    | Lindsay Davenport  | Anastasija Myskina | 6-1, 6-1         |
| Montreal     | Amélie Mauresmo    | Elena Lichovceva   | 6-1, 6-0         |
| Mosca        | Anastasija Myskina | Elena Dement'eva   | 7-5, 6-0         |
| Zurigo       | Alicia Molik       | Marija Šarapova    | 4-6, 6-2, 6-3    |

### 2005
| Torneo       | Vincitrici        | Finalista           | Punteggio        |
| ------------ | ----------------- | ------------------- | ---------------- |
| Tokyo        | Marija Šarapova   | Lindsay Davenport   | 6-1, 3-6, 7–6(5) |
| Indian Wells | Kim Clijsters     | Lindsay Davenport   | 6-4, 4-6, 6-2    |
| Miami        | Kim Clijsters     | Maria Sharapova     | 7-5, 6-3         |
| Charleston   | Justine Henin     | Elena Dement'eva    | 7-5, 6-4         |
| Berlino      | Justine Henin     | Nadia Petrova       | 6-3, 4-6, 6-3    |
| Roma         | Amélie Mauresmo   | Patty Schnyder      | 2-6, 6-3, 6-4    |
| San Diego    | Mary Pierce       | Ai Sugiyama         | 6-3, 6-0         |
| Toronto      | Kim Clijsters     | Justine Henin       | 7-5, 6-1         |
| Mosca        | Mary Pierce       | Francesca Schiavone | 6-4, 6-3         |
| Zurigo       | Lindsay Davenport | Patty Schnyder      | 7-6, 6-3         |

### 2006
| Torneo       | Vincitrici         | Finalista          | Punteggio     |
| ------------ | ------------------ | ------------------ | ------------- |
| Tokyo        | Elena Dement'eva   | Martina Hingis     | 6-2, 6-0      |
| Indian Wells | Marija Šarapova    | Elena Dement'eva   | 6-1, 6-2      |
| Miami        | Svetlana Kuznecova | Marija Šarapova    | 6-4, 6-3      |
| Charleston   | Nadia Petrova      | Patty Schnyder     | 6-3, 4-6, 6-1 |
| Berlino      | Nadia Petrova      | Justine Henin      | 4-6, 6-4, 7-5 |
| Roma         | Martina Hingis     | Dinara Safina      | 6-2, 7-5      |
| San Diego    | Marija Šarapova    | Kim Clijsters      | 7-5, 7-5      |
| Montreal     | Ana Ivanović       | Martina Hingis     | 6-2, 6-3      |
| Mosca        | Anna Čakvetadze    | Nadia Petrova      | 6-4, 6-4      |
| Zurigo       | Marija Šarapova    | Daniela Hantuchová | 6-1, 4-6, 6-3 |

### 2007
| Torneo       | Vincitrici         | Finalista          | Punteggio        |
| ------------ | ------------------ | ------------------ | ---------------- |
| Tokyo        | Martina Hingis     | Ana Ivanović       | 6-4, 6-2         |
| Indian Wells | Daniela Hantuchová | Svetlana Kuznecova | 6-3, 6-4         |
| Miami        | Serena Williams    | Justine Henin      | 0-6, 7-5, 6-3    |
| Charleston   | Jelena Janković    | Dinara Safina      | 6-2, 6-2         |
| Berlino      | Ana Ivanović       | Svetlana Kuznecova | 3-6, 6-4, 7–6(4) |
| Roma         | Jelena Janković    | Svetlana Kuznecova | 7-5, 6-1         |
| San Diego    | Marija Šarapova    | Patty Schnyder     | 6-2, 3-6, 6-0    |
| Toronto      | Justine Henin      | Jelena Jankovic    | 7–6(3), 7-5      |
| Mosca        | Elena Dement'eva   | Serena Williams    | 5-7, 6-1, 6-1    |
| Zurigo       | Justine Henin      | Tatiana Golovin    | 6-4, 6-4         |

### 2008
| Torneo       | Vincitrici      | Finalista          | Punteggio     |
| ------------ | --------------- | ------------------ | ------------- |
| Doha         | Marija Šarapova | Vera Zvonarëva     | 6-1, 2-6, 6-0 |
| Indian Wells | Ana Ivanović    | Svetlana Kuznecova | 6-4, 6-3      |
| Miami        | Serena Williams | Jelena Janković    | 6-1, 5-7, 6-3 |
| Charleston   | Serena Williams | Vera Zvonarëva     | 6-4, 3-6, 6-3 |
| Berlino      | Dinara Safina   | Elena Dement'eva   | 3-6, 6-2, 6-2 |
| Roma         | Jelena Janković | Alizé Cornet       | 6-2, 6-2      |
| Montreal     | Dinara Safina   | Dominika Cibulková | 6-2, 6-1      |
| Tokyo        | Dinara Safina   | Svetlana Kuznecova | 6-1, 6-3      |
| Mosca        | Jelena Janković | Vera Zvonarëva     | 6-2, 6-4      |

## Vincitrici
| Anno | Doha           | Tokyo             | Indian Wells      | Miami             | Charleston         | Berlino             | Roma              | San Diego         | Canada            | Mosca             | Zurigo            | Chicago           | Boca Raton     | Filadelfia     |
| 88   | -              | -                 | -                 | Graf (1/18)       | -                  | Graf (2/18)         | -                 | -                 | -                 | -                 | -                 | -                 | -              | -              |
| 89   | -              | -                 | -                 | Sabatini (1/6)    | -                  | Graf (3/18)         | -                 | -                 | -                 | -                 | -                 | -                 | -              | -              |
| 90   | -              | -                 | -                 | Seles (1/9)       | Navrátilová (1/3)  | Seles (2/9)         | Seles (3/9)       | -                 | Graf (4/18)       | -                 | -                 | Navrátilová (2/3) | -              | -              |
| 91   | -              | -                 | -                 | Seles (4/9)       | Sabatini (2/6)     | Graf (5/18)         | Sabatini (3/6)    | -                 | Capriati (1/2)    | -                 | -                 | -                 | Sabatini (4/6) | -              |
| 92   | -              | -                 | -                 | Sánchez (1/6)     | Sabatini (5/6)     | Graf (6/18)         | Sabatini (6/6)    | -                 | Sánchez (2/6)     | -                 | -                 | -                 | Graf (7/18)    | -              |
| 93   | -              | Navrátilová (3/3) | -                 | Sánchez (3/6)     | Graf (8/18)        | Graf (9/18)         | Martínez (1/9)    | -                 | Graf (10/18)      | -                 | Man.Maleeva (1/1) | -                 | -              | Martínez (2/9) |
| 94   | -              | Graf (11/18)      | -                 | Graf (12/18)      | Martínez (3/9)     | Graf (13/18)        | Martínez (4/9)    | -                 | Sánchez (4/6)     | -                 | Mag.Maleeva (1/2) | -                 | -              | Huber (1/1)    |
| 95   | -              | Date (1/1)        | -                 | Graf (14/18)      | Martínez (5/9)     | Sánchez (5/6)       | Martínez (6/9)    | -                 | Seles (5/9)       | -                 | Majoli (1/3)      | -                 | -              | Graf (15/18)   |
| 96   | -              | Majoli (2/3)      | Graf (16/18)      | Graf (17/18)      | Sánchez (6/6)      | Graf (18/18)        | Martínez (7/9)    | -                 | Seles (6/9)       | -                 | Novotná (1/2)     | -                 | -              | -              |
| 97   | -              | Hingis (1/17)     | Davenport (1/11)  | Hingis (2/17)     | Hingis (3/17)      | M.J.Fernandez (1/1) | Pierce (1/5)      | -                 | Seles (7/9)       | Novotná (2/2)     | Davenport (2/11)  | -                 | -              | -              |
| 98   | -              | Davenport (3/11)  | Hingis (4/17)     | V.Williams (1/6)  | Coetzer (1/1)      | Martínez (8/9)      | Hingis (5/17)     | -                 | Seles (8/9)       | Pierce (2/5)      | Davenport (4/11)  | -                 | -              | -              |
| 99   | -              | Hingis (6/17)     | S.Williams (1/10) | V.Williams (2/6)  | Hingis (7/17)      | Hingis (8/17)       | V.Williams (3/6)  | -                 | Hingis (9/17)     | Tauziat (1/1)     | V.Williams (4/6)  | -                 | -              | -              |
| 00   | -              | Hingis (10/17)    | Davenport (5/11)  | Hingis (11/17)    | Pierce (3/5)       | Martínez (9/9)      | Seles (9/9)       | -                 | Hingis (12/17)    | Hingis (13/17)    | Hingis (14/17)    | -                 | -              | -              |
| 01   | -              | Davenport (6/11)  | S.Williams (2/10) | V.Williams (5/6)  | Capriati (2/2)     | Mauresmo (1/6)      | Dokić (1/2)       | -                 | S.Williams (3/10) | Dokić (2/2)       | Davenport (7/11)  | -                 | -              | -              |
| 02   | -              | Hingis (15/17)    | Hantuchová (1/2)  | S.Williams (4/10) | Majoli (3/3)       | Henin (1/10)        | S.Williams (5/10) | -                 | Mauresmo (2/6)    | Mag.Maleeva (2/2) | Schnyder (1/1)    | -                 | -              | -              |
| 03   | -              | Davenport (8/11)  | Clijsters (1/5)   | S.Williams (6/10) | Henin (2/10)       | Henin (3/10)        | Clijsters (2/5)   | -                 | Henin (4/10)      | Myskina (1/2)     | Henin (5/10)      | -                 | -              | -              |
| 04   | -              | Davenport (9/11)  | Henin (6/10)      | S.Williams (7/10) | V.Williams (6/6)   | Mauresmo (3/6)      | Mauresmo (4/6)    | Davenport (10/11) | Mauresmo (5/6)    | Myskina (2/2)     | Molik (1/1)       | -                 | -              | -              |
| 05   | -              | Šarapova (1/6)    | Clijsters (3/5)   | Clijsters (4/5)   | Henin (7/10)       | Henin (8/10)        | Mauresmo (6/6)    | Pierce (4/5)      | Clijsters (5/5)   | Pierce (5/5)      | Davenport (11/11) | -                 | -              | -              |
| 06   | -              | Dement'eva (1/2)  | Šarapova (2/6)    | Kuznecova (1/1)   | Petrova (1/2)      | Petrova (2/2)       | Hingis (16/17)    | Šarapova (3/6)    | Ivanović (1/3)    | Čakvetadze (1/1)  | Šarapova (4/6)    | -                 | -              | -              |
| 07   | -              | Hingis (17/17)    | Hantuchová (2/2)  | S.Williams (8/10) | Janković (1/4)     | Ivanović (2/3)      | Janković (2/4)    | Šarapova (5/6)    | Henin (9/10)      | Dement'eva (2/2)  | Henin (10/10)     | -                 | -              | -              |
| 08   | Šarapova (6/6) | Safina (3/3)      | Ivanović (3/3)    | S.Williams (9/10) | S.Williams (10/10) | Safina (1/3)        | Janković (3/4)    | -                 | Safina (2/3)      | Jankovic (4/4)    | -                 | -                 | -              | -              |
| Anno | Doha           | Tokyo             | Indian Wells      | Miami             | Charleston         | Berlino             | Roma              | San Diego         | Canada            | Mosca             | Zurigo            | Chicago           | Boca Raton     | Filadelfia     |

## Tabella dei titoli singolari
| Posizione | Giocatrice                | DOH | IND | MIA | CHA | BER | ROM | CAN | TOK | MOS | SAN | ZUR | CHI | BOC | PHI | Totale |
| --------- | ------------------------- | --- | --- | --- | --- | --- | --- | --- | --- | --- | --- | --- | --- | --- | --- | ------ |
| 1         | Steffi Graf               | -   | 1   | 4   | 1   | 7   | -   | 2   | 1   | -   | -   | -   | -   | 1   | 1   | 18     |
| 2         | Martina Hingis            | -   | 1   | 2   | 2   | 1   | 2   | 2   | 5   | 1   | -   | 1   | -   | -   | -   | 17     |
| 3         | Lindsay Davenport         | -   | 2   | -   | -   | -   | -   | -   | 4   | -   | 1   | 4   | -   | -   | -   | 11     |
| 4=        | Justine Henin             | -   | 1   | -   | 2   | 3   | -   | 2   | -   | -   | -   | 2   | -   | -   | -   | 10     |
| 4=        | Serena Williams           | -   | 2   | 5   | 1   | -   | 1   | 1   | -   | -   | -   | -   | -   | -   | -   | 10     |
| 6=        | Conchita Martínez         | -   | -   | -   | 2   | 2   | 4   | -   | -   | -   | -   | -   | -   | -   | 1   | 9      |
| 6=        | / Monica Seles            | -   | -   | 2   | -   | 1   | 2   | 4   | -   | -   | -   | -   | -   | -   | -   | 9      |
| 8=        | Amélie Mauresmo           | -   | -   | -   | -   | 2   | 2   | 2   | -   | -   | -   | -   | -   | -   | -   | 6      |
| 8=        | Gabriela Sabatini         | -   | -   | 1   | 2   | -   | 2   | -   | -   | -   | -   | -   | -   | 1   | -   | 6      |
| 8=        | Arantxa Sánchez Vicario   | -   | -   | 2   | 1   | 1   | -   | 2   | -   | -   | -   | -   | -   | -   | -   | 6      |
| 8=        | Marija Šarapova           | 1   | 1   | -   | -   | -   | -   | -   | 1   | -   | 2   | 1   | -   | -   | -   | 6      |
| 8=        | Venus Williams            | -   | -   | 3   | 1   | -   | 1   | -   | -   | -   | -   | 1   | -   | -   | -   | 6      |
| 13=       | Kim Clijsters             | -   | 2   | 1   | -   | -   | 1   | 1   | -   | -   | -   | -   | -   | -   | -   | 5      |
| 13=       | Mary Pierce               | -   | -   | -   | 1   | -   | 1   | -   | -   | 2   | 1   | -   | -   | -   | -   | 5      |
| 15        | Jelena Janković           | -   | -   | -   | 1   | -   | 2   | -   | -   | 1   | -   | -   | -   | -   | -   | 4      |
| 16=       | Ana Ivanović              | -   | 1   | -   | -   | 1   | -   | 1   | -   | -   | -   | -   | -   | -   | -   | 3      |
| 16=       | Iva Majoli                | -   | -   | -   | 1   | -   | -   | -   | 1   | -   | -   | 1   | -   | -   | -   | 3      |
| 16=       | Martina Navrátilováa      | -   | -   | -   | 1   | -   | -   | -   | 1   | -   | -   | -   | 1   | -   | -   | 3      |
| 16=       | Dinara Safina             | -   | -   | -   | -   | 1   | -   | 1   | 1   | -   | -   | -   | -   | -   | -   | 3      |
| 20=       | Jennifer Capriati         | -   | -   | -   | 1   | -   | -   | 1   | -   | -   | -   | -   | -   | -   | -   | 2      |
| 20=       | Elena Dement'eva          | -   | -   | -   | -   | -   | -   | -   | 1   | 1   | -   | -   | -   | -   | -   | 2      |
| 20=       | Jelena Dokić              | -   | -   | -   | -   | -   | 1   | -   | -   | 1   | -   | -   | -   | -   | -   | 2      |
| 20=       | Daniela Hantuchová        | -   | 2   | -   | -   | -   | -   | -   | -   | -   | -   | -   | -   | -   | -   | 2      |
| 20=       | Magdalena Maleeva         | -   | -   | -   | -   | -   | -   | -   | -   | 1   | -   | 1   | -   | -   | -   | 2      |
| 20=       | Anastasija Myskina        | -   | -   | -   | -   | -   | -   | -   | -   | 2   | -   | -   | -   | -   | -   | 2      |
| 20=       | Jana Novotná              | -   | -   | -   | -   | -   | -   | -   | -   | 1   | -   | 1   | -   | -   | -   | 2      |
| 20=       | Nadia Petrova             | -   | -   | -   | 1   | 1   | -   | -   | -   | -   | -   | -   | -   | -   | -   | 2      |
| 28=       | Anna Čakvetadze           | -   | -   | -   | -   | -   | -   | -   | -   | 1   | -   | -   | -   | -   | -   | 1      |
| 28=       | Amanda Coetzer            | -   | -   | -   | 1   | -   | -   | -   | -   | -   | -   | -   | -   | -   | -   | 1      |
| 28=       | Kimiko Date               | -   | -   | -   | -   | -   | -   | -   | 1   | -   | -   | -   | -   | -   | -   | 1      |
| 28=       | Mary Joe Fernández        | -   | -   | -   | -   | 1   | -   | -   | -   | -   | -   | -   | -   | -   | -   | 1      |
| 28=       | Anke Huber                | -   | -   | -   | -   | -   | -   | -   | -   | -   | -   | -   | -   | -   | 1   | 1      |
| 28=       | Svetlana Kuznecova        | -   | -   | 1   | -   | -   | -   | -   | -   | -   | -   | -   | -   | -   | -   | 1      |
| 28=       | Manuela Maleeva-Fragnière | -   | -   | -   | -   | -   | -   | -   | -   | -   | -   | 1   | -   | -   | -   | 1      |
| 28=       | Alicia Molik              | -   | -   | -   | -   | -   | -   | -   | -   | -   | -   | 1   | -   | -   | -   | 1      |
| 28=       | Patty Schnyder            | -   | -   | -   | -   | -   | -   | -   | -   | -   | -   | 1   | -   | -   | -   | 1      |
| 28=       | Nathalie Tauziat          | -   | -   | -   | -   | -   | -   | -   | -   | 1   | -   | -   | -   | -   | -   | 1      |

- DOH = Doha, IND = Indian Wells, MIA = Miami, CHA = Charleston, BER = Berlino, ROM = Roma, CAN = Canada, TOK = Tokyo, MOS = Mosca, SAN = San Diego, ZUR = Zurigo, CHI = Chicago, BOC = Boca Raton, PHI = Filadelfia.